# Саверці (Шепетівський район)
Са́верці (також Сіверці, Саверки) — село в Україні, у Грицівській селищній громаді Шепетівського району Хмельницької області. Населення становило 115 осіб у 2015 році.

## Географія
Село розташоване над невеликою річкою — притокою Хомори. На річці споруджений ставок, який відділяє Саверці від сусіднього села — Лотівки.

## Історія
Вкінці 19 століття село належало до Грицівської волості Заславського повіту Волинської губернії. Тоді у Саверцях було 85 домів і 354 жителів.